# CEC Bank
CEC Bank es una institución bancaria rumana de propiedad estatal. En 1990, poco después de la Revolución Rumana de 1989, la CEC tenía una participación del 32,9% del mercado bancario rumano; en 2006, esta cifra había caído al 4,03%. A finales de 2009, el Banco CEC tenía 1.351 sucursales, más de 800 de las cuales estaban en zonas rurales de Rumania. Después de 2017, la CCA inició un largo proceso de modernización y, en enero de 2024, se convirtió en la tercera más grande de Rumanía.

## Historia
La CEC fue fundada en 1864, cinco años después de la unión de los dos principados del Danubio y más de una década antes del estado rumano como tal, como la Casa de Depuneri și Consemnațiuni (literalmente "Casa de Depósitos y Consignaciones" pero efectivamente "Banco de Depósitos y Consignaciones": la casa rumana se usa de manera análoga a la caisse francesa, ambas están relacionadas con el efectivo inglés). En 1881 se creó bajo sus auspicios la Casa de Economía, financieramente independiente.
En 1887 se colocó la primera piedra del Palacio de la CCA; el edificio se inauguró como sede del banco en 1900. En 2012, el Banco CEC todavía tiene su sede allí, aunque el edificio se vendió al municipio de Bucarest para un eventual museo; CEC Bank alquila el edificio hasta que construyan u obtengan una sede moderna y adecuada.
Rumania entró tardíamente en la Primera Guerra Mundial del lado de los Aliados o de la Entente, y fue en gran medida invadida por las fuerzas de las Potencias Centrales (ver Rumania en la Primera Guerra Mundial). Una parte de la dirección del banco permaneció en la ocupada Bucarest, mientras que otra parte se trasladó a Iași, en el noreste de Rumania. El primer ministro Ion I. C. Brătianu decidió enviar la tesorería del Banco, así como otros activos, incluida la tesorería del Banco Nacional de Rumania, a Iași y más tarde a Moscú.
En 1930, la Casa de Economie se escindió como una institución por derecho propio, la Casa Generala de Economii ("Casa General de Ahorros" o "Caja General de Ahorros"), que en 1932 se convirtió en la Casa Națională de Economii și Cecuri Poștale ( "Casa Nacional de Ahorro y Cheque Postal", "Banco Nacional de Ahorro y Cheque Postal", etc.). Las dos entidades se volvieron a unir al comienzo de la era comunista en 1948.
En la Rumania comunista, la CEC creó varios tipos de cuentas, incluidas cuentas de ahorro con varias combinaciones de intereses y premios, y abrió sucursales en toda Rumania. De 1970 a 1985, la CCA también otorgó préstamos para vivienda. Después de la revolución de 1989, la CCA inició actividades como la concesión de préstamos a otros bancos y la negociación con valores gubernamentales. En 1996, la Ley n.º 66 reorganizó la CEC como una sociedad anónima con el Ministerio de Finanzas como su único accionista. A partir de 2005, se dieron pasos hacia la privatización. Un intento de privatización en 2006 fracasó cuando el gobierno no quedó satisfecho con las ofertas. La posibilidad de una privatización ya estaba en juego en enero de 2011.